# إيف سيمون
إيف سيمون (بالفرنسية: Yves Simon) (و. 1944  م) هو كاتب، ومغن مؤلف، من فرنسا.

## التعليم
تعلم في المعهد العالي للدراسات السينمائية.

## جوائز
حصل على جوائز منها:
- جائزة ميديشي [الإنجليزية]‏ (1991)
- Prix des libraires [الإنجليزية]‏.

## روابط خارجية
- إيف سيمون على موقع IMDb (الإنجليزية)
- إيف سيمون على موقع ألو سيني (الفرنسية)
- إيف سيمون على موقع ميوزك برينز (الإنجليزية)
- إيف سيمون على موقع ديسكوغز (الإنجليزية)
- إيف سيمون على موقع قاعدة بيانات الفيلم (الإنجليزية)